# I Need You Now
Singles de Agnes
Love Love Love
(2009) Sometimes I Forget
(2010)
I Need You Now est le quatrième single tiré de l'album Dance Love Pop, de la chanteuse suédoise Agnes. Il est sorti en 2009 en Suède. La chanson a été écrite par Anders Hansson et a été distribuée par Roxy Recordings.

## Charts
| Chart (2009)            | Meilleure position |
| ----------------------- | ------------------ |
| Belgique (Nl)           | 19                 |
| Belgique (Fr)           | 28                 |
| Chypre                  | 18                 |
| Estonie                 | 7                  |
| Malte                   | 29                 |
| Royaume-Uni             | 40                 |
| Royaume-Uni Dance Chart | 6                  |
| Pologne                 | 24                 |
| Slovaquie               | 52                 |
| Slovénie                | 2                  |
| Suède                   | 8                  |